# Trimethylhexamethylendiamin
Trimethylhexamethylendiamin (zkráceně TMD) je souhrnné označení pro dvě izomerní organické sloučeniny, 2,2,4-trimethylhexamethylendiamin a 2,4,4-trimethylhexamethylendiamin. Jejich směs se používá jako monomer při výrobě nylonu TMDT.
Trimethylhexamethylendiamin se vyrábí z izoforonu, který se nejprve hydrogenuje na trimethylcyklohexanol, jenž je následně oxidován kyselinou dusičnou (tato reakce je obdobou výroby kyseliny adipové z cyklohexanu). Takto vytvořená dikyselina se následně přemění na diamin přes dinitrilový meziprodukt.

## Použití
TMD je složkou některých látek na ošetřování epoxidových pryskyřic.